# Devotion (film 1931)
Devotion è un film del 1931 diretto da Robert Milton, una commedia drammatica dai toni sentimentali interpretata da Ann Harding e Leslie Howard. Il soggetto è basato sul romanzo A Little Flat in the Temple di Pamela Wynne, pubblicato a New York nel 1930.

## Trama
Shirley è la figlia quieta e quasi invisibile dell'archeologo Emmet Mortimer. Gestisce la casa e si prende cura degli invitati senza che nessuno la noti. Questo non sembra pesarle finché un giorno, ospite di suo padre, arriva in casa l'avvocato David Trent. Shirley si innamora di lui a prima vista, ma Trent non si accorge di lei. Parlando con i presenti, l'avvocato rivela di essere alla ricerca di una governante per suo figlio, un'affidabile donna di mezza età. Stanca del suo ruolo sfocato, Shirley decide allora di tentare l'avventura e si traveste da governante. Ottenuto il posto in casa di Trent, oltre che del benessere del bambino si prende molta cura anche del padre, uomo occupatissimo che trascura la propria salute. Anche quando David scopre l'inganno, grazie ad un disegno di Norman Harrington, il pittore che ha difeso in un processo, continua per un po' a stare al gioco, finché dopo una cena con Shirley e il padre di lei, la finzione ha finalmente termine. L'improvvisa ricomparsa della moglie di Trent, da lungo assente, mette fine all'idillio. Shirley, credendo che Trent l'abbia ingannata, si allontana da lui ed è corteggiata da Norman Harrington che prima le propone di diventare la sua amante ma poi, di fronte al rifiuto della ragazza, cambia idea e si presenta in casa Mortimer per chiedere a Shirley di sposarlo. L'arrivo di David Trent spinge Shirley a chiedergli un chiarimento, fra l'imbarazzo dei presenti. Ma quando David spiega che la moglie lo ha abbandonato da anni e che è intenzionato a divorziare, Shirley capisce di averlo mal giudicato.

## Produzione
Il film è stato prodotto dalla RKO Pathé Pictures. Le scene sono state girate nello studio della RKO-Pathé, 9336 Washington Blvd., Culver City, California.

### Fotografia
La fotografia è firmata da Hal Mohr, vincitore di due premi Oscar (nel 1936 e nel 1944). Candidati e vincitori di Oscar saranno in seguito anche gli operatori alla camera - Milton R. Krasner, William V. Skall, Stanley Cortez e Robert Surtees - che, non accreditati, non appaiono nei titoli del film ma che diventeranno, nel corso della loro carriera, alcuni dei nomi più prestigiosi tra i direttori della fotografia hollywoodiana.

## Distribuzione
Il copyright del film, richiesto dalla RKO Pathé Distributing Corp., fu registrato il 26 settembre 1931 con il numero LP2567.
Il film è stato distribuito negli Stati Uniti il 25 settembre 1931 dalla RKO-Pathé Distributing Corp. Nel 1955, la C&C Television Corporation ne acquistò i diritti per trasmetterlo in TV.